# Argyrogrammatini
The Argyrogrammatini es una tribu de polillas perteneciente a la  subfamilia Plusiinae, consiste en quince géneros.

## Géneros
- Agrapha Hübner, 1821
- Plusiotricha Holland, 1894
- Trichoplusia McDunnough, 1944
- Thysanoplusia Ichinose, 1973
- Dactyloplusia Chou & Lu, 1979
- Ctenoplusia Dufay, 1970
- Stigmoplusia Dufay, 1970
- Plusiopalpa Holland, 1894
- Argyrogramma Hübner, 1823
- Enigmogramma Lafontaine & Poole, 1991
- Zonoplusia Chou & Liu, 1979
- Chrysodeixis Hübner, 1821
- Extremoplusia Ronkay, 1987
- Scriptoplusia Ronkay, 1987
- Anaplusia Ronkay, 1987
- Anadevidia Kostrowicki, 1961